# Sarah Hildebrandt
Sarah Hildebrandt (født 23. september 1993) er en amerikansk bryder, der konkurrerer i fristil.
Hun repræsenterede USA ved sommer-OL 2020 i Tokyo, hvor hun tog bronze i 50 kg-kategorien.